# Rich Kenah
Richard M. Kenah, detto Rich (Montclair, 4 agosto 1970), è un ex mezzofondista statunitense, specializzato negli 800 metri piani.

## Biografia
Ai campionati del mondo di atletica leggera 1997 vinse la medaglia di bronzo negli 800 metri, nell'occasione l'oro andò a Wilson Kipketer.

## Palmarès
| Anno | Manifestazione  | Sede       | Evento      | Risultato  | Prestazione | Note |
| ---- | --------------- | ---------- | ----------- | ---------- | ----------- | ---- |
| 1995 | Mondiali indoor | Barcellona | 800 m piani | Semifinale | 1'50"39     |      |
| 1997 | Mondiali        | Atene      | 800 m piani | Bronzo     | 1'44"25     |      |
| 2000 | Giochi olimpici | Sydney     | 800 m piani | Batteria   | 1'47"85     |      |